# Carlos Obligado
Carlos Obligado (21 de mayo de 1889–3 de febrero de 1949) fue un poeta, crítico y escritor argentino, conocido autor del poema patriótico "Marcha a las Malvinas".

## Biografía
Hijo de Rafael Obligado (autor del poema Santos Vega), y de Isabel Gómez Langenheim, nació en Buenos Aires Argentina, el 21 de mayo de 1889, y recibió la influencia y formación paternas. Cursó estudios en el Colegio Nacional Central de dicha ciudad, e ingresó más tarde en la Facultad de Filosofía y Letras de la Universidad Nacional de Buenos Aires, donde se doctoró en 1917.
Publicó su primer libro, Poemas, en 1920. Tradujo a distintos poetas franceses (Victor Hugo, Lamartine, Alfred de Musset...). Fue crítico literario, conferenciante y profesor universitario; dirigió el Instituto de Literatura Argentina. En 1928 viajó a Europa, visitando distintos países. De regreso en Argentina, fue nombrado decano de la Facultad de Filosofía y Letras. Posteriormente fue nombrado miembro de las academias de buenos aires  de la lengua de Argentina y España. En 1932 publicó un libro de traducciones prologadas del poeta estadounidense Edgar Allan Poe. Publicó asimismo trabajos sobre Shelley y Leopoldo Lugones. En España, fue condecorado con la Orden de Alfonso X el Sabio, en 1947. Dirigía las Bibliotecas Populares del Ministerio de Educación de la Nación, cuando falleció, en Buenos Aires, el 3 de febrero de 1949. Casado con Lucía Nazar Anchorena, dejó 4 hijos.